# وزارة الزراعة (فرنسا)

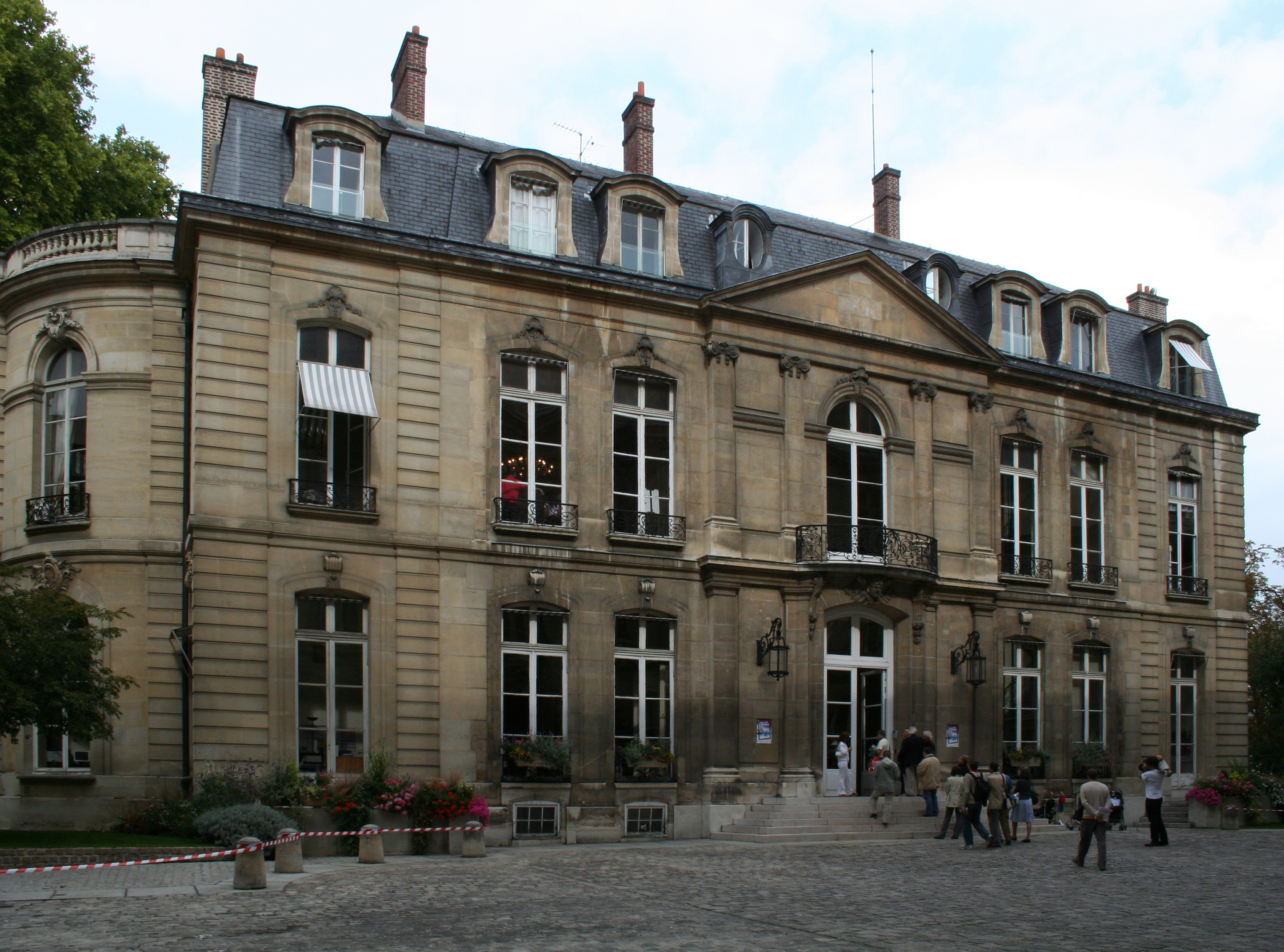

في فرنسا وزارة الزراعة (بالفرنسية: Ministère de l'Agriculture)‏ هي الهيئة الحكومية المكلفة بإدارة السياسات الغذائية والزراعية والغابات.